# The Dead (Film)
The Dead ist ein britischer Zombie-Horrorfilm aus dem Jahr 2010 mit Rob Freeman, Prince David Osei, and David Donton in den Hauptrollen. Das Drehbuch schrieben die Brüder Howard J. und Jonathan Ford, die auch beide Regie führten. Der Film spielt in einem vom Bürgerkrieg gezeichneten westafrikanischen Land.

## Handlung
Brian Murphy, Ingenieur der United States Army, ist einziger Überlebender eines Flugzeugabsturzes vor der westafrikanischen Küste. An dieser Stelle wurden in der vorangegangenen Nacht zahlreiche Dörfer von Zombies angegriffen. In einem verlassenen Dorf findet Brian einen defekten Pick-up, den er repariert, um mit ihm loszufahren. Nach einer Weile bleibt der Wagen im Schlamm eines ausgetrockneten Flussbettes stecken, und Brian findet sich von Zombies umgeben. Im letzten Moment wird er von dem afrikanischen Soldaten Daniel gerettet, dessen Frau bei den Zombieangriffen der vergangenen Nacht getötet wurde, und dessen Sohn seither vermisst wird. Daniel war von der Armee desertiert, um in sein Dorf zurückzukehren. Gemeinsam bekommen sie den Pick-up wieder flott. Sie einigen sich darauf, dass Daniel den Wagen bekommt, um seinen Sohn wieder zu finden, und er im Gegenzug dafür Brian zum nächstgelegenen Flugplatz bringt. Unterwegs kommt es zwischen Daniel und Brian zu Spannungen aufgrund schlechter Erfahrungen Daniels mit der Rolle der US-Army im Bürgerkrieg in seinem Land. Auf dem Flugplatz versucht Brian über das Funkgerät im Tower einen Notruf abzusetzen, auf den er aber keine Antwort erhält. Währenddessen gelingt es Daniel, Kraftstoff für den Pick-up abzupumpen. Sie fahren weiter, um andernorts auf eine sichere Kolonie Überlebender zu stoßen, wo Daniel hofft, etwas über den Verbleib seines Sohnes zu erfahren. Sie übernachten in einem Dorf mit Überlebenden und brechen am nächsten Morgen wieder auf. Auf der Fahrt durch die Steppe verunglückt der Pick-up an einem Baumstamm und bleibt mit einem Achsbruch endgültig liegen. Brian und Daniel setzen ihren Weg zu Fuß fort und übernachten an einem Lagerfeuer. Als Brian erwacht, sind sie von Zombies umgeben und er muss mit ansehen, wie Daniel gebissen wird. Beide schießen sich ihren Weg frei, doch bald darauf stirbt Daniel. Während er im Sterben lag, versprach ihm Brian, die Suche nach seinem Sohn fortzusetzen. Brian macht sich nun alleine auf den Weg. Schließlich erreicht er die Kolonie, die sich in einem Fort verschanzt hat. Dort gelingt es ihm, seinen Freund Offizier Frank Greaves auf der US-Militärbasis in Henderson in Nevada zu erreichen, der ihm mitteilt, dass sich die Epidemie bereits weltweit verbreitet hat und die Lage in den Vereinigten Staaten nicht besser als in Afrika ist. Brian erfährt, dass auch seine Familie betroffen ist. Kurz darauf wird das Fort von Zombies überrannt. Im letzten Moment trifft Brian auf Daniels Sohn und übergibt ihm Daniels Halskette. Beide sehen sich nun aussichtslos den in das Fort eingedrungenen Zombiehorden ausgesetzt.

## Kritik
„Horrorfilm, der von der allmählichen Annäherung zweier unterschiedlicher Kulturen und Wesensarten erzählen will, dabei aber weder als Genrefilm noch als abenteuerliches Drama überzeugt.“

## Informationen
Drehorte des Filmes sind Burkina Faso und Ghana.